# Torfriedbach
Torfriedbach este o arie protejată (arie specială de conservare — SAC, sit de importanță comunitară — SCI) din Austria întinsă pe o suprafață de 9,88 ha, integral pe uscat.

## Localizare
Centrul sitului Torfriedbach este situat la coordonatele 47°12′17″N 9°42′49″E / 47.2047°N 9.7135°E.

## Înființare
Situl Torfriedbach a fost declarat sit de importanță comunitară în decembrie 2015 pentru a proteja un număr necunoscut de specii din flora spontană și fauna sălbatică aflate în arealul zonei. Situl a fost protejat și ca arie specială de conservare în mai 2022.

## Biodiversitate
Situată în ecoregiunea alpină, aria protejată nu include niciun habitat protejat.
La baza desemnării sitului se află un număr nedeclarat de specii protejate.